# Argentyna na Zimowych Igrzyskach Olimpijskich 1988
Argentynę na Zimowych Igrzyskach Olimpijskich 1988 reprezentowało 15 sportowców w pięciu dyscyplinach. Nie zdobyli oni żadnego medalu.

## Biathlon

### Mężczyźni
| Konkurencja     | Zawodnik       | Pudła | Czas    | Miejsce |
| --------------- | -------------- | ----- | ------- | ------- |
| Sprint na 10 km | Gustavo Giró   | 6     | 36:38,8 | 70      |
| Sprint na 10 km | Luis Argel     | 8     | 32:25,1 | 68      |
| Sprint na 10 km | Alejandro Giró | 3     | 33:55,4 | 65      |

| Konkurencja                | Zawodnik       | Czas              | Pudła | Skorygowany czas  | Miejsce |
| -------------------------- | -------------- | ----------------- | ----- | ----------------- | ------- |
| Bieg indywidualny na 20 km | Gustavo Giró   | Zdyskwalifikowany | –     | Zdyskwalifikowany | –       |
| Bieg indywidualny na 20 km | Luis Argel     | 1'12:47,6         | 11    | 1'23:47,6         | 67      |
| Bieg indywidualny na 20 km | Alejandro Giró | 1'11:34,4         | 5     | 1'16:34,4         | 64      |

## Biegi narciarskie

### Mężczyźni
| Konkurencja                     | Zawodnik       | Wyścig       | Wyścig  |
| Konkurencja                     | Zawodnik       | Czas         | Miejsce |
| ------------------------------- | -------------- | ------------ | ------- |
| Bieg na 15 km stylem klasycznym | Julio Moreschi | Nie ukończył | –       |
| Bieg na 30 km stylem klasycznym | Julio Moreschi | 1'41:40,3    | 71      |
| Bieg na 50 km stylem dowolnym   | Julio Moreschi | 2'28:36,5    | 59      |

## Narciarstwo alpejskie

### Mężczyźni
| Zawodnik            | Konkurencja   | Wyścig 1     | Wyścig 2          | Łącznie           | Łącznie |
| Zawodnik            | Konkurencja   | Czas         | Czas              | Czas              | Miejsce |
| ------------------- | ------------- | ------------ | ----------------- | ----------------- | ------- |
| Javier Rivara       | Zjazd         |              |                   | 2:16,79           | 45      |
| Jorge Birkner       | Zjazd         |              |                   | 2:14,20           | 44      |
| Ignacio Birkner     | Supergigant   |              |                   | Zdyskwalifikowany | –       |
| Federico van Ditmar | Supergigant   |              |                   | Nie ukończył      | –       |
| Javier Rivara       | Supergigant   |              |                   | Nie ukończył      | –       |
| Jorge Birkner       | Supergigant   |              |                   | 1:53,79           | 39      |
| Federico van Ditmar | Slalom gigant | Nie ukończył | –                 | Nie ukończył      | –       |
| Javier Rivara       | Slalom gigant | 1:15,69      | 1:12,96           | 2:28,65           | 47      |
| Ignacio Birkner     | Slalom gigant | 1:14,67      | 1:11,41           | 2:26,08           | 46      |
| Jorge Birkner       | Slalom gigant | 1:13,36      | 1:10,87           | 2:24,23           | 45      |
| Jorge Carlos Eiras  | Slalom        | Nie ukończył | –                 | Nie ukończył      | –       |
| Ignacio Birkner     | Slalom        | Nie ukończył | –                 | Nie ukończył      | –       |
| Javier Rivara       | Slalom        | 1:01,12      | Zdyskwalifikowany | Zdyskwalifikowany | –       |
| Jorge Birkner       | Slalom        | 1:01,11      | 55.86             | 1:56,97           | 26      |

Kombinacja mężczyzn
| Zawodnik      | Zjazd   | Slalom       | Slalom | Łącznie      | Łącznie |
| Zawodnik      | Czas    | Czas 1       | Czas 2 | Punkty       | Miejsce |
| ------------- | ------- | ------------ | ------ | ------------ | ------- |
| Jorge Birkner | 1:59,37 | 49,74        | 48,67  | 243,99       | 24      |
| Javier Rivara | 1:58,28 | Nie ukończył | –      | Nie ukończył | –       |

### Kobiety
| Zawodniczka        | Konkurencja   | Wyścig 1          | Wyścig 2      | Łącznie           | Łącznie |
| Zawodniczka        | Konkurencja   | Czas              | Czas          | Czas              | Miejsce |
| ------------------ | ------------- | ----------------- | ------------- | ----------------- | ------- |
| Mariela Vallecillo | Zjazd         |                   |               | Nie ukończyła     | –       |
| Astrid Steverlynck | Zjazd         |                   |               | 1:41,64           | 28      |
| Carolina Eiras     | Zjazd         |                   |               | 1:37,37           | 27      |
| Astrid Steverlynck | Supergigant   |                   |               | 1:36,51           | 41      |
| Mariela Vallecillo | Supergigant   |                   |               | 1:33,49           | 39      |
| Carolina Eiras     | Supergigant   |                   |               | 1:29,87           | 37      |
| Carolina Birkner   | Supergigant   |                   |               | 1:28,42           | 36      |
| Magdalena Birkner  | Slalom gigant | Nie ukończyła     | –             | Nie ukończyła     | –       |
| Astrid Steverlynck | Slalom gigant | 1:10,63           | Nie ukończyła | Nie ukończyła     | –       |
| Carolina Eiras     | Slalom gigant | 1:07,92           | 1:14,16       | 2:22,08           | 25      |
| Carolina Birkner   | Slalom gigant | 1:06,46           | 1:14,30       | 2:20,76           | 24      |
| Magdalena Birkner  | Slalom        | Zdyskwalifikowana | –             | Zdyskwalifikowana | –       |
| Astrid Steverlynck | Slalom        | 1:03,06           | 1:01,96       | 2:05,02           | 24      |
| Carolina Birkner   | Slalom        | 59,57             | 58,15         | 1:57,72           | 22      |
| Carolina Eiras     | Slalom        | 57,17             | 55,56         | 1:52,73           | 20      |

Kombinacja kobiet
| Zawodniczka        | Zjazd   | Slalom        | Slalom | Łącznie       | Łącznie |
| Zawodniczka        | Czas    | Czas 1        | Czas 2 | Punkty        | Miejsce |
| ------------------ | ------- | ------------- | ------ | ------------- | ------- |
| Mariela Vallecillo | 1:27,25 | 50,16         | 52,98  | 352,72        | 26      |
| Astrid Steverlynck | 1:26,89 | Nie ukończyła | –      | Nie ukończyła | –       |
| Carolina Birkner   | 1:25,10 | 46,70         | 48,78  | 255,95        | 25      |
| Carolina Eiras     | 1:24,93 | 45,79         | 49,06  | 248,10        | 24      |

## Saneczkarstwo

### Mężczyźni
| Zawodnik       | Ślizg 1 | Ślizg 1 | Ślizg 2 | Ślizg 2 | Ślizg 3 | Ślizg 3 | Ślizg 4 | Ślizg 4 | Łącznie  | Łącznie |
| Zawodnik       | Czas    | Miejsce | Czas    | Miejsce | Czas    | Miejsce | Czas    | Miejsce | Czas     | Miejsce |
| -------------- | ------- | ------- | ------- | ------- | ------- | ------- | ------- | ------- | -------- | ------- |
| Rubén González | 49,567  | 32      | 49,628  | 32      | 53,685  | 36      | 48,947  | 31      | 3:21,827 | 33      |